# Bảo tàng Văn hóa Do Thái ở Bratislava
Bảo tàng Văn hóa Do Thái ở Bratislava (tiếng Slovakia: Múzeum židovskej kultúry v Bratislave), viết tắt là MŽK, là một bảo tàng có trụ sở chính tọa lạc ở số 17 phố Židovská, Bratislava, Slovakia. Bảo tàng này là một chi nhánh của Bảo tàng Quốc gia Slovakia (SNM). Các hoạt động của bảo tàng tập trung vào việc thu thập, lưu giữ và triển lãm về sự phát triển của văn hóa tinh thần và vật chất của người Do Thái và các tư liệu về Holocaust ở Slovakia. Bảo tàng hiện sở hữu hơn 5.200 hiện vật và kỷ vật lịch sử. Giám đốc hiện tại của MŽK là Tiến sĩ Michal Vaněk.

## Lịch sử
Bảo tàng Văn hóa Do Thái được hình thành trên cơ sở của Bảo tàng Lịch sử trực thuộc Bảo tàng Quốc gia Slovakia. Từ năm 1994, bảo tàng trở thành một chi nhánh của SNM với phạm vi hoạt động trên toàn quốc.

## Triển lãm
- Trưng bày văn hóa Do Thái ở Slovakia trong khuôn viên của Giáo triều Zsigray tại số 17 phố Židovská ở Bratislava[5]
- Triển lãm thường trực bộ sưu tập Judaica của Barkány trong Giáo đường Do Thái Chính thống ở Prešov[6]
- Giáo đường Do Thái ở Nitra[7]
- Triển lãm về số phận của những người Do Thái ở Slovakia tại Phòng trưng bày Phụ nữ[8]
- Bảo tàng Sered Holocaust[9]